# Fjällvägstekel
Fjällvägstekel (Anoplius tenuicornis) är en stekelart som först beskrevs av Tournier 1889.  Fjällvägstekel ingår i släktet Anoplius, och familjen vägsteklar. Enligt den finländska rödlistan är arten nära hotad i Finland. Arten är reproducerande i Sverige. Artens livsmiljö är skogar.